# 宮月新
宮月 新（みやつき あらた）は、日本の漫画原作者。心理戦や催眠術をテーマにした漫画原作が多い。

## 来歴
2013年、『グランドジャンプ』（集英社）10号にて『不能犯』の連載が開始され、原作を担当する。作画は神崎裕也。
2015年、『ヤングアニマル』（白泉社）の新連載攻勢第1弾作品として15号より『シグナル100』の連載を開始。原作を担当し、作画は近藤しぐれが務める。
2016年10月、『不能犯』の実写映画化が決定し、2018年2月1日に公開。2017年9月には本作を題材としたドラマ化も決定し、dTVにて12月22日より配信。『グランドジャンプ』2018年4号では『不能犯』特集が組まれ、宮月と作画の神崎、映画とドラマで主演を務めた松坂桃李の座談会が掲載された。
2019年8月に『シグナル100』の実写映画化が決定し、それを記念してスピンオフ作品である『シグナル100 零』の連載を『マンガPark』（同）にて9月5日より開始。宮月が原作を担当し、作画はRyukiが手がけた。
2019年9月に創刊された『ヤングアニマルZERO』（同）にて、創刊号より『去勢転生』の連載を開始。2月1日増刊号まで掲載後、『ヤングアニマル』に移籍し、同年8号より連載。
『シグナル100』の実写映画が2020年1月24日に全国公開。『ヤングアニマル』2020年3号では『シグナル100』の映画化を記念して、映画で主人公を演じた橋本環奈との対談が掲載された。
2020年2月より『マンガPark』にて『救い給え、殺り給え』の連載を開始。2023年8月からは『ヤングアニマル』にて『ぼくらの夏が裂けていく』を連載開始。

## 作品リスト
いずれも原作を担当。

### 漫画作品

#### 連載
- 不能犯（作画：神崎裕也、『グランドジャンプ』2013年10号[1] - 2020年23号、全12巻）
- シグナル100（作画：近藤しぐれ、『ヤングアニマル』2015年No.15[2] - 2016年No.20、全4巻）
  - シグナル100 零（作画：Ryuki、『マンガPark』2019年9月5日[9] - 2019年12月19日、全1巻）
- 虐殺ハッピーエンド（作画：向浦宏和、『マンガPark』[16]2017年8月3日 - 2019年12月5日、全8巻）
  - 虐殺ハッピーエンド〜蒼の章〜（作画：向浦宏和、『ヤングアニマルWeb』・『マンガPark』2023年3月10日 - ） - 同内容の同時連載[17]
- 去勢転生（作画：おちゃう、『ヤングアニマルZERO』創刊号[10] - 2020年2月1日増刊号[11]→『ヤングアニマル』2020年No.8 - 2023年No.3[18]、全6巻[19]（4巻以降は電子のみ））
- 救い給え、殺り給え（作画：ミドリ、『マンガPark』2020年2月[14]20日 - 2021年4月22日、全4巻（3巻以降は電子のみ））
- 償い魔法少女カレンザ（作画：下内遼太、『マンガワン』2021年7月6日 - 2022年12月6日、全5巻）
- 懲役一善 〜社会のゴミですけど感謝してくれますか？〜（作画：田中基、『ヤングアニマル』2021年No.22[20]→『ヤングアニマルWeb』[21]・『マンガPark』[22]2021年12月10日 - 2023年8月18日（マンガParkは同月25日まで）、全5巻（3巻以降は電子のみ[23]） - 『ヤングアニマル』ではプレ連載[20]
- ぼくらの夏が裂けていく（作画：佐藤健太郎、『ヤングアニマル』2023年17号[15] - 連載中）

#### 読切
- MURDER GAME（作画：中田龍之介、『グランドジャンプ』2015年1月10日号[24]）

### 小説
- 小説 不能犯 女子高生と電話ボックスの殺し屋（ノベライズ担当：ひずき優）